# Ilhas Moala
 Coordenadas : formato inválido

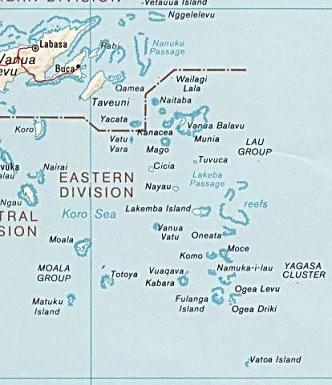
Mapa das ilhas Lau, com o subgrupo Moala a oeste

As ilhas Moala são um subgrupo das ilhas Lau, nas Fiji. Contém três ilhas (Matuku, Moala, e Totoya) com uma área total de cerca  de  119 km2. Estão situadas a oeste do grupo principal das ilhas Lau e historicamente são mais próximas da  ilha Bau e de Viti Levu do que com o resto das ilhas Lau. Foram unificadas por Ratu Sukuna à congregação Lau como fornecedoras de taro e outros vegetais. As três ilhas foram derrotadas por  Enele Maafu. 
As atividades económicas principais das ilhas Moala são a produção de cocos, a agricultura marinha e a pesca.